# Sana (rzeka)
Sana (cyr. Cана) – rzeka w północno-zachodniej części Bośni i Hercegowiny  Jest dopływem rzeki Uny, z którą łączy się w pobliżu Novi Gradu. Jej długość wynosi 142 km i przepływa m.in. przez miejscowość Sanski Most. Nie jest rzeką spławną.